# Pleurotomella enora
Pleurotomella enora é uma espécie de gastrópode do gênero Pleurotomella, pertencente a família Raphitomidae.